# Baweanhjort
Baweanhjort eller Kuhls hjort (Axis kuhlii) är en däggdjursart i familjen hjortdjur. Djuret är endemisk på den 190 km² stora indonesiska ön Bawean som ligger mellan Java och Borneo.

## Kännetecken
Denna hjort liknar sin nära släkting svinhjort men pälsen är alltid enfärgade och saknar fläckar. Pälsens färg är brun och svansen är lite yvig. Som hos flera andra djur som lever i skogar är mankhöjden lite kortare än höjden vid höften. På så sätt har hjorten bättre framkomlighet bland den täta undervegetationen. Hornen är jämförelsevis korta och sluter hos fullvuxna hannar i tre taggar. Bara hannar bär horn. Kroppslängden ligger omkring 140 centimeter, mankhöjden mellan 65 och 70 centimeter och vikten mellan 50 och 60 kilogram.

## Levnadssätt
Baweanhjorten vistas i skogar och är aktiv på natten. På dagen vilar den gömd bland den täta undervegetationen. Djuret använder sovplatser ofta flera dagar i rad och skapar stigar för bättre framkomlighet. Vanligen lever varje individ ensam men ibland syns de i par. Födan utgörs främst av blad och gräs.
Det finns inga särskilda parningstider men de flesta ungdjuren föds mellan februari och juni. Dräktigheten varar mellan 225 och 230 dagar och sedan föds normalt ett ungdjur, tvillingar förekommer sällan. Nyfödda baweanhjortar har otydliga fläckar men de försvinner efter några dagar.

## Hot
Arten hotas främst av levnadsområdets förstöring samt av förvildade tamhundar. IUCN listar arten därför och på grund av det begränsade utbredningsområde (det minsta av alla hjortdjur) som akut hotad (critically endangered). Enligt en uppskattning från 2006 finns bara mellan 250 och 300 individer kvar.

## Systematik
Ibland antas att baweanhjorten och calamianhjorten inte utgör självständiga arter. De betraktas av vissa zoologer som förvildade svinhjortar som flyttades av människan till sina öar. Andra forskare tror att baweanhjorten är resten av en större population som kom till ön under pleistocen, när Bawean hade en landbro till Java.
Djurets andra svenska namn och epitet i det vetenskapliga namnet syftar på den tyske zoologen Heinrich Kuhl.